# Parzydło

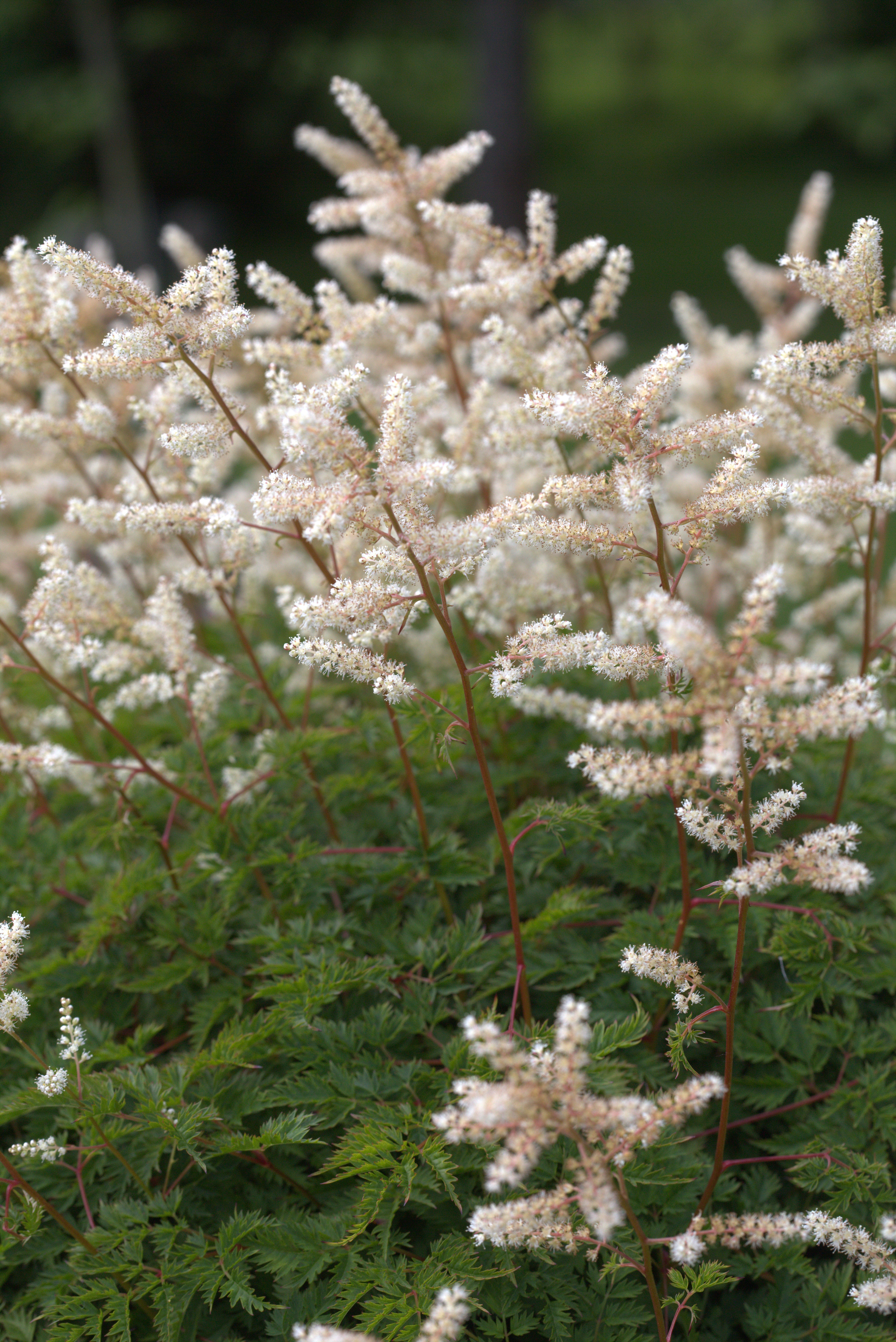
Parzydło blekotolistne

Parzydło (Aruncus L.) – rodzaj roślin z rodziny różowatych. W zależności od ujęcia systematycznego w jego obrębie wyróżniany jest tylko jeden gatunek (A. dioicus) lub trzy do sześciu. Zasięg rodzaju obejmuje strefę umiarkowaną Ameryki północnej i Eurazji. W Polsce dziko rośnie jeden gatunek – parzydło leśne A. dioicus, występujący zresztą na wszystkich kontynentach półkuli północnej, drugi – parzydło blekotolistne, pochodzący z Korei, jest uprawiany jako roślina ozdobna. Trzeci z gatunków (A. gombalanus) jest endemitem Chin.

## Morfologia
PokrójRośliny wieloletnie, często drewniejące w dolnej części pędów. Łodygi kanciaste, prosto wzniesione wyrastają z tęgiego kłącza.
LiściePojedynczo do potrójnie pierzasto złożone lub trójdzielne, poszczególne listki o ostro piłkowanych brzegach.
KwiatyZebrane w okazałe, złożone, kłosokształtne kwiatostany. Szypuły kwiatostanu zwykle owłosione. Kwiaty siedzące lub krótkoszypułkowe, zwykle jednopłciowe. Hypancjum kubeczkowate, dookoła ze zgrubiałym pierścieniem. Działek kielicha pięć, kształtu trójkątnego, zaostrzone na końcach, trwałe. Płatków korony także pięć, białych. W kwiatach męskich znajduje się 15–30 pręcików na cienkich nitkach, wystających ponad okwiat. W kwiatach żeńskich pręciki są sterylne, słupkowie składa się z 3–4 owocolistków.
OwoceNagie mieszki zawierające po dwa nasiona.

## Systematyka
Pozycja systematyczna według Angiosperm Phylogeny Website (aktualizowany system APG IV z 2016)
Rodzaj parzydło należy do plemienia Spiraeeae w podrodzinie Amygdaloideae/Spiraeoideae, w rodzinie różowatych (Rosaceae), zaliczanej do obszernego rzędu różowców (Rosales) i wraz z nim do kladu różowych w obrębie okrytonasiennych.
Wykaz gatunków
- Aruncus aethusifolius (H. Lév.) Nakai – parzydło blekotolistne
- Aruncus dioicus (Walter) Fernald – parzydło leśne
- Aruncus gombalanus (Handel-Mazzetti) Handel-Mazzetti